# 天を斬る
『天を斬る』（てんをきる）は、結束信二原作・脚本による東映制作のテレビ時代劇。1969年10月6日から1970年3月30日までNETテレビ（現･テレビ朝日）系列にて毎週月曜午後8時からの1時間枠で全26話が放映された。

## 概要
『新選組血風録』（1965 - 1966年）、『われら九人の戦鬼』（1966年）、『俺は用心棒』（1967年）、『待っていた用心棒』（1968年）、『帰って来た用心棒』（1968 - 1969年）、『用心棒シリーズ 俺は用心棒』（1969年）に続く東映京都テレビプロダクション制作、主演・栗塚旭による時代劇シリーズ。今作よりNETの月曜20時台はカラー放送に切り替わった。
幕末の京都を舞台に、元江戸講武所頭取・牟礼重蔵（栗塚旭）、京都東町奉行所与力・桜井四郎（島田順司）、京都西町奉行所与力・権田半兵ヱ（左右田一平）の3人が公儀の密命により身分を隠し、京都の治安を守るため、御用盗くずれの浪士や悪徳代官を取り締まる。なお、公儀の名を用いる事は出来ないが、「事非常火急の場合、各自の判断にて是を処理すべし」との許しを得ている。

## キャスト（レギュラー）
- 牟礼重蔵 … 栗塚旭
- 桜井四郎 … 島田順司
- 権田半兵ヱ … 左右田一平（ナレーターを兼任） ※第11話は未出演
- 万五郎 … 小田部通麿
- 百太郎 … 西田良 ※第1話は未出演
- 大沢孫兵ヱ … 香月凉二 ※第7話から第9話までは未出演

## スタッフ
- 制作：NET、東映
- プロデューサー：小沢英輔（NET）、田村嘉（東映）
- 原作・脚本：結束信二
- 監督：
  - 河野寿一 （第1 - 3、5、6、8、9、11、12、14、15、17、18、24、26話）
  - 松尾正武 （第4、7、10、13、16、19、20、22、23、25話）
  - 佐々木康 （第21話）
- 音楽：渡辺岳夫
- 撮影：安達重穂、木村誠司、羽田辰治、森常次
- 照明：佐々木政一、林春海、谷川忠雄、岡田耕二、藤井光春、若木得二
- 録音：草川石文、小金丸輝貴、小野岡道秀、矢部吉三
- 美術：塚本隆治、吉村晟、角井博、寺島孝男
- 計測：佐賀彰、宮川俊夫
- 記録：桧垣久恵、佐藤利子、松尾美智子、藤原凪子、宮内喜久子
- 編集：戸川博、鳥居勉
- 衣裳：上野徳三郎
- 美粧：堤野正直
- 結髪：水巻春江
- 装飾：藤井達也、福井啓三、曽根美装、山中忠知、伊藤健三、小谷恒義、松本産業、若林十一郎、縄田功
- 装置：西川春樹、国府治三郎、桐山勉
- 助監：岡本静夫、福井司、曽根勇
- 擬斗：上野隆三（東映剣会）
- 現像：東洋現像所
- 進行主任：今井正夫、中久保潔、山田勝
- ナレーター：左右田一平
- 主題歌：「天を斬る」（フィリップス・レコード）、作詞：結束信二、作曲：渡辺岳夫、唄：栗塚旭・左右田一平・島田順司

　　　　　「あの男」作詞：結束信二、作曲：渡辺岳夫、唄：ふじ・めぐみ

## 放映リスト
| 話数 | サブタイトル   | 放映日         | ゲスト出演者 |
| ---- | -------------- | -------------- | --- |
| 1    | 血の色の町     | 1969年 10月6日 | 所司代武士：佐竹明夫 おゆみ：高橋まゆみ お浜：島田多江 公卿侍：藤尾純 筆頭与力：海老江寛 川村作兵ヱ：酒井哲 同心：中村錦司 女将：藤山喜子 目明し吉蔵：波多野博 居酒屋の亭主：島田秀雄 世話役の爺：熊谷武 長州藩士：国富論 長州藩士：萩清二 同心：村田天作 同心：笹木俊志 目明し：池田謙二 浪士：森谷敏宏 浪士：八尋洋 料亭の仲居：牧淳子 およし：桜町弘子                                                                      |
| 2    | 誰も知らない朝 | 10月13日       | 井上清左ヱ門：永井秀明 おゆみ：高橋まゆみ 井上清太郎：森本隆 弥兵ヱ：柳川清 巴屋の主人：石浜祐次郎 村尾勘次郎：賀川泰三 刀剣屋：北原将光 薩摩藩士：北野拓也 薩摩藩士：関真吾 薩摩藩士 黒部：鈴木晴雄 薩摩藩士 土橋：宅和享二 芸者：崎山陽要 芸者：美松艶子 同心：村田天作 芸者：紙谷外美（ノンクレジット） おちか：桂麻紀 松崎：蔵一彦                                                                                         |
| 3    | 待ち伏せ       | 10月20日       | 村越新八郎：富川澈夫 浪士：森下鉄朗 浪士：不動匡司 茶店の亭主：野木栄 おそのの娘：青山美紀 役人：宮城幸生 村越文左ヱ門：松本克平 吉辺十次郎：森山周一郎 おその：原良子 |
| 4    | 紫の袱紗       | 10月27日       | 山尾圭三郎：夏目俊二 おゆう：松木聖 おくら：水上竜子 犬島陣蔵：山岡徹也 公家：武周暢 雅仙堂：日高久 公家の家臣：遠山金次郎 女中：林三恵 江西屋番頭：邦保 浪士：高並功 傘の女：稲村理恵（ノンクレジット） 芳次郎：大丸二郎 |
| 5    | 祝いの夜       | 11月3日        | 谷口：林浩久 井上：水木達夫 安井紋太：遠山二郎 藩士：国一太郎 川村作兵ヱ：酒井哲 酒屋の主人：小津敏 庄兵ヱ：乃木年雄 家臣：前川良三 藩士：松田利夫 少女：三田雅美 少女：三宅裕子 売り子：西岡江里子 藩士：淡路康 庄兵ヱの妻：稲村理恵（ノンクレジット） 工藤助左ヱ門：舟橋元 前原源四郎：中田浩二 巳之吉：西川敬三郎 おたき：高森和子                                                                                          |
| 6    | 桐の梢に       | 11月10日       | 吾作：永井柳太郎 仙造：西山嘉孝 吾作の女房：津島道子 夜回りの爺：西康一 仙造の仲間：南勝 庄兵ヱ：野村鬼笑 買付人：和田昌也 役人：古田達則 浪士：江上正伍 浪士：志賀勝 仙造の仲間：笹木俊志 望月市郎太：柳生博 およう：鷲尾真知子 望月小平太：佐々木功 |
| 7    | 金色の湖       | 11月17日       | おすみ：御影京子 伊藤平助：長沢大 巳代造：山崎猛 孝右ヱ門：成田次穂 女将：八代郷子 男の子：高寺正 男の子：三沢孝年 男の子：岩田克啓 利兵ヱ：今橋恒 大室十郎左：早川研吉 勇作：柴田侊彦 |
| 8    | 旅先の女       | 11月24日       | 仁兵ヱ：吉田義夫 おくう：野口ふみえ おえん：三原有美子 朝次：玉生司郎 巳屋：有馬宏治 弥五郎：松田明 熊田作兵ヱ：有川正治 居酒屋の主人：島田秀雄 山村の用人：疋田國男 巴屋の情婦：井上明子 旅籠の番頭：有島淳平 郷士：小山田良樹 茶店の主人：藤川弘 門番：内藤康夫 居酒屋の客：井上茂 役人：川辺俊行 郷士：森谷敏宏 駕籠屋：藤本秀夫（ノンクレジット） 駕籠屋：江上正伍（ノンクレジット） 津村啓介：加藤恒喜 坂本大助：柴田昌宏 |
| 9    | しぐれの町     | 12月1日        | 要吉：小川真司 佐伯新五郎：穂高稔 おりん：伊吹友木子 加倉井大三郎：田畑猛雄 世話役：花村頓 浪士：上杉高也 目明し：北原将光 浪士：森章二 居酒屋の主人：熊谷武 おしの：森光子 |
| 10   | 間者の来る朝   | 12月8日        | 石堂左内：幸田宗丸 土井伝左ヱ門：嶋田景一郎 弥左ヱ門：原聖四郎 おりょう：志乃原良子 与兵ヱ：邦保 旦那：松田明 女房：綿岡好枝 番頭：徳田実 侍：滝譲二 侍：小峰一男 侍：川谷拓三 伊勢屋の番頭：畑中伶一 侍：淡路康 大番頭 清兵ヱ：浪花五郎（ノンクレジット） 巳之吉：石橋蓮司 おせつ：中千鳥 |
| 11   | 伜は武士       | 12月15日       | 松井達之助：住吉正博 八重：新井麻夕美 谷村弥左ヱ門：明石潮 鏑木：守田比呂也 熊切：仁内達之 目付：永田光男 行商人：浜崎満 行商人：月形哲之介 飯屋の主人：：日高久 居酒屋の主人：市川裕二 浪士：土橋勇 浪士：平沢彰 松井瀬左ヱ門：月形龍之介 |
| 12   | 襲撃札の辻     | 12月22日       | うの：市川和子 おりゅう：島田多江 浦部隼人：森山周一郎 吉田彦四郎：不破潤 伊藤佐兵ヱ：楠義孝 おしづ：西岡江理子 女将：由利京子 浪士：芦田鉄雄 浪士：池田謙治 下男：森敏光 門番：志茂山高也 用人：宮城幸生 塚本三平：山根久幸 孫市：小栗一也 |
| 13   | 魔性の鐘       | 12月29日       | 玄雲：金井大 西国屋：永野達雄 杉田源三郎：楠年明 西国屋の番頭：田畑実行 坊主：島田秀雄 坊主：大城泰 町人：有島淳平 湊川の茶店の主人：世羅豊 居酒屋の主人：森源太郎 良江：河村有紀 |
| 14   | 暗殺者の指示   | 1970年 1月5日  | 仁王の勝蔵：加藤忠 島次郎：佐藤蛾次郎 大森作左ヱ門：五藤雅博 与五郎：海老江寛 陣五郎：山本清 松蔵：稲吉靖 大倉：山口幸生 国木田十郎：国一太郎 おみよの弟：中野淳 侍：下元年世 侍：田中弘史 庄屋：熊谷武 仁王の子分：江上正伍 町人：村田天作 町人：奥野保 仁王の子分：藤長照夫 周太：近藤正臣 おみよ：飯沼みどり |
| 15   | 旅の終りの女   | 1月12日        | 三谷陣蔵：前田吟 文左ヱ門：野口元夫 大浦：玉生司郎 仙吉：波多野博 浪人：賀川泰三 牢役人：田中直行 用人：千葉保 浪人：北野拓也 浪人：筒井浩二 与力：田中圭介 旅籠の番頭：野木栄 居酒屋の主人：乃木年雄 侍：小山田良樹 浪人：木谷邦臣 立場茶屋の主人：野村鬼笑 おりょう：亀井光代 |
| 16   | 氷雨の宿       | 1月19日        | 美佐：岩本多代 巳屋：中村敦夫 茂平次：山田禅二 おしん：岩村百合子 源吉：山崎直衛 青木屋番頭：大木悟郎 乞食：大橋壮多 藩士：浜伸二 新助：森章二 青木屋：大河内宏太郎 女中：坂本美智子 女中：仁科克子 藩士：井上茂 巴屋手代 仙吉：坂東京三郎（ノンクレジット） 吉村啓三郎：中野誠也 |
| 17   | 通夜の酒       | 1月26日        | 大山周兵ヱ：見明凡太郎 鉄五郎：梅津栄 お梅：小谷悦子 国兵ヱ：山村弘三 おまつ：広野みどり 森山：浅若芳之助 松五郎：国田栄弥 吉田：水木達夫 勘吉：林浩久 下っ引き：畑中伶一 茶店の主人：和田昌也 代官所の役人：前川良三 百姓：森谷敏宏 百姓：川辺俊行 代官所の小者：伊藤好光 代官：疋田國男（ノンクレジット） 要吉：加藤恒喜 宮原：蔵一彦                                                                                        |
| 18   | 暁の脱出       | 2月2日         | 捨蔵：宗近晴見 久兵ヱ：池田忠夫 弁天弥五郎：福山象三 松井田：柳川清 浪人：鈴木晴雄 鉄：丸凡太 亭主：邦保 子分：徳田実 浪人：野上哲也 子分：榎原政一 酌女：春藤真澄 酌女：伊玖野映子 子分：土橋勇 三田健介：小川真司 おきよ：鷲尾真知子 |
| 19   | 幽鬼           | 2月9日         | 関口啓次郎：成瀬昌彦 島田蔵人：横森久 番頭：松田明 お梅：国睦子 島田の供侍：奥田義博 松川十兵ヱ：野口貴史 医師：島田秀雄 棚田：笹木俊志 杉田：川谷拓三 井口：北川俊夫 吉村勇助：上林詢 さく：金井由美 |
| 20   | 雪割人形       | 2月16日        | 吉兵ヱ：北見治一 寺田敬太郎：和田一壮 寺田権太夫：北竜二 塚本国右ヱ門：松本朝夫 辰蔵：芦田鉄雄 今村：滝譲二 遠藤：浜伸二 鳥井：大月正太郎 下役人：松田利夫 下役人：西山清孝 川口源之助：柴田侊彦 お加代：新井麻夕美 |
| 21   | 遠い足音       | 2月23日        | 彦兵ヱ：春日章良 弥平：西山嘉孝 瀬川：飯田覚三 巳之助：楠年明 日下部：高村俊郎 おてつ：香月京子 客：大城泰 旅籠の番頭：坂東京三郎 若党：古閑達則 客：壬生新太郎 客：藤本秀夫 加納屋の隠居：矢奈木邦二郎（ノンクレジット） 加納屋の主人：大月正太郎（ノンクレジット） 瀬川の妻：京町一代（ノンクレジット） おなつ：菊容子 |
| 22   | 春の祈り       | 3月2日         | 村尾新八郎：石橋蓮司 守山：和田文夫 啓吉：加賀爪清和 江西屋：阿木五郎 留五郎：山本弘 藩士：関真吾 藩士：古沢周一 職人：井上茂 子供：三宅裕子 子供：井上博嗣 子供：福井令 藩士：福本清二 坊太郎：辻喬次郎（ノンクレジット） その江：松木路子 |
| 23   | 石に咲く花     | 3月9日         | 牛五郎：田口計 利兵ヱ：岩田直二 岩五郎：山岡徹也 左文字：矢野宣 亭主：松本染升 お梅：助台久栄 村松武太夫：永田光男 集金の老人：熊谷武 宿の女将：牧淳子 ごろつき：藤長照夫 ごろつき：志賀勝 小夜：赤座美代子 岡新介：長谷川哲夫 |
| 24   | 使命は間者     | 3月16日        | 寺内勘四郎：亀石征一郎 伊藤義兵ヱ：遠藤剛 大森孫太夫：小沢忠臣 関大三郎：河原崎次郎 鏑木一策：黒部進 うめの：吉川雅恵 銀次：玉生司郎 家老：永野達雄 大橋：石浜祐次郎 よしの屋番頭：有島淳平 茶店の主人：野村鬼笑 たえ：北林早苗 |
| 25   | 春雷の中の女   | 3月23日        | 民助：高角宏暁 村上重太夫：中村孝雄 家老：大塚周夫 民蔵：永井柳太郎 郡代屋敷の家臣：小沢文也 郡代屋敷の家臣：宮城幸生 茶店の主人：村田天作 町人：寺内文夫 お京：加賀ちか子 |
| 26   | 血斗暁七ツ     | 3月30日        | 利恵：田村奈巳 市助：大丸二郎 室戸重左ヱ門：穂高稔 宮本佐助：上林詢 長州藩士：波多野博 小金井：国富論 長州藩士：大月正太郎 若松屋番頭：田畑実行 倉橋主水：片山明彦 |

## 映像ソフト化
- DVDボックス1・2（2013年12月6日・2014年1月10日に東映より発売。各ボックスに13話ずつ収録）

## 再放送
- CS放送
  - 1998年 （時代劇チャンネル） ※ディレクTV
  - 2000年1月 - 2月 （時代劇専門チャンネル）
  - 2000年9月 - 10月 （時代劇専門チャンネル）
  - 2007年7月 - 8月 （時代劇専門チャンネル）
  - 2008年4月 - 5月 （時代劇専門チャンネル）
  - 2014年4月 - 7月 （東映チャンネル）
  - 2016年4月 - 7月 （東映チャンネル）

| NET 月曜20時台 【当番組までドラマ枠】 | NET 月曜20時台 【当番組までドラマ枠】 | NET 月曜20時台 【当番組までドラマ枠】                |
| 前番組                                | 番組名                                | 次番組                                               |
| ------------------------------------- | ------------------------------------- | ---------------------------------------------------- |
| 用心棒シリーズ 俺は用心棒             | 天を斬る                              | ワールドプロレスリング（JWA版） (水曜21時枠より移動) |